# 阿波斯托洛斯·安傑利斯
阿波斯托洛斯·安傑利斯（希臘語：Απόστολος Αγγελής，1993年6月24日—）是希臘越野滑雪運動員。他代表希臘參加2014年冬季奧林匹克運動會，在男子競速項目排名第74名，未能晉級。